# Jan Buchwald
Jan Buchwald (ur. 20 marca 1950) – polski reżyser teatralny, telewizyjny i radiowy, dyrektor kilku polskich teatrów.

## Życiorys
W roku 1974 ukończył studia na Wydziale Filologii Polskiej Uniwersytetu Warszawskiego, po czym związał się z TVP, gdzie pracował jako redaktor Teatru Telewizji i dziennikarz (1975–1982). W roku 1987 po ukończeniu Wydziału Reżyserii Dramatu w PWST w Warszawie powrócił do TVP, gdzie organizował  dział widowisk Programu 2 TVP – Studio Teatralne Dwójki, którym kierował przez kilka lat. Po połączeniu działów teatralnych obu programów telewizyjnych pracował jako zastępca redaktora naczelnego Teatru Telewizji. W sezonie 1989/1990 był etatowym reżyserem Teatru Polskiego we Wrocławiu, a następnie w sezonie 1990/1991 Teatru Powszechnego w Łodzi. W latach 1994–1998 dyrektor naczelny i artystyczny Państwowego Teatru im. Wojciecha Bogusławskiego w Kaliszu, a także dyrektor Kaliskich Spotkań Teatralnych – Festiwalu Sztuki Aktorskiej. Następnie w latach 1999–2002 był dyrektorem naczelnym Teatru Rozmaitości w Warszawie.
Od 2007 do 2011 był dyrektorem naczelnym i artystycznym Teatru Powszechnego im. Zygmunta Hübnera. Dzięki jego staraniom w sezonie 2009/2010 roku nastąpiła modernizacja budynku Teatru Powszechnego.
Od 2013 roku jest prezesem zarządu Fundacji Teatru Myśli Obywatelskiej im. Zygmunta Hübnera.
Wykładowca w Akademii Teatralnej w Warszawie na Wydziale Reżyserii oraz w PWSFTviT w Łodzi na Wydziale Organizacji Sztuki Filmowej. Doktor sztuki teatralnej.

## Ważniejsze prace reżyserskie
- Jacek Janczarski Umrzeć ze śmiechu Teatr Stara Prochownia (1985)
- Marek Hłasko Nawrócony w Jaffie Teatr Powszechny w Warszawie (1987)
- Jean Genet Pokojówki Teatr TV i Scena Na Piętrze w Poznaniu (1987)
- Christopher Hampton Niebezpieczne związki Teatr Polski we Wrocławiu (1988)
- Ludmiła Pietruszewska Nasz skład Teatr TV (1989)
- Bruno Jasieński Bal manekinów Teatr Powszechny w Łodzi (1990)
- Molier Don Juan Teatr Współczesny w Warszawie (1991)
- Louise Page Kobieta interesu Teatr TV (1991)
- Artur Schnitzler Gra o brzasku Teatr TV (1992)
- Marek Hłasko Nawrócony w Jaffie Teatr Polski w Poznaniu (1992)
- Harold Pinter Powrót do domu Teatr TV (1993)
- Marian Hemar To, co najpiękniejsze Teatr Polski w Londynie (1993)
- Janusz Krasiński Śniadanie u Desdemony Teatr TV (1994)
- Dale Wasserman Lot nad kukułczym gniazdem Teatr im. Wojciecha Bogusławskiego w Kaliszu (1994) oraz Teatr Współczesny we Wrocławiu (1995)
- Gabriela Zapolska Ich czworo Teatr im. Wojciecha Bogusławskiego w Kaliszu (1994)
- John Osborne Miłość i gniew Teatr im. Wojciecha Bogusławskiego w Kaliszu (1995)
- Woody Allen Zagraj to jeszcze raz Teatr im. Wojciecha Bogusławskiego w Kaliszu (1995)
- Ida Fink Opis poranka Teatr TV (1995)
- Bertolt Brecht Opera za trzy grosze Teatr im. Wojciecha Bogusławskiego w Kaliszu (1996)
- Naum Korżawin Kiedyś w roku dwudziestym Teatr TV (1996)
- Sławomir Mrożek Tango Teatr im. Wojciecha Bogusławskiego w Kaliszu (1996)
- Peter Shaffer Czarna komedia Teatr im. Wojciecha Bogusławskiego w Kaliszu (1997)
- Grzegorz Nawrocki Młoda śmierć Teatr im. Wojciecha Bogusławskiego w Kaliszu (1997)
- Antoni Czechow Wiśniowy sad Teatr im. Wojciecha Bogusławskiego w Kaliszu (1998)
- Ida Fink Ślad Teatr TV (1998)
- Stanisław Ignacy Witkiewicz W małym dworku Teatr im. Stefana Jaracza w Olsztynie (1998)
- Aleksander Fredro Śluby panieńskie Teatr Polski w Poznaniu (1999)
- Ingmar Villqist Oskar i Ruth Teatr Stara Prochownia w Warszawie (2001)
- Barbara Stenka, Wojciech Głuch Okno mistrza świata Teatr Muzyczny w Gdyni (2002)
- Joseph Kesselring Arszenik i stare koronki Teatr im. Wojciecha Bogusławskiego w Kaliszu (2004)
- Oskar Kolberg, Teofil Lenartowicz Król pasterzy – opera sielska Teatr Collegium Nobilium Akademii Teatralnej w Warszawie (2004)
- Henryk Schönker Aktor (na podstawie wspomnień Dotknięcie anioła) Teatr Polskiego Radia (2007)
- Dale Wasserman Lot nad kukułczym gniazdem Teatr Powszechny im. Zygmunta Hübnera w Warszawie (2009)
- Leopold Tyrmand Zły Teatr Powszechny im. Zygmunta Hübnera w Warszawie (2010)
- Heinrich von Kleist Markiza O. Teatr Polskiego Radia (2012)
- Ingmar Villqist Oskar i Ruth Teatr Polskiego Radia (2013)
- Robert Brutter Kantata na cztery skrzydła Teatr Polskiego Radia (2014)
- Jacek Janczarski Umrzeć ze śmiechu Teatr Polskiego Radia (2017)
- Gabriela Zapolska Ich czworo Polski Teatr w Wilnie (2018)
- William Golding Mosiężny motylek Teatr Polskiego Radia (2019)
- Arthur Miller Czarownice z Salem Teatr im. Aleksandra Sewruka w Elblągu (2019)
- Łukasz Staniszewski Siłacze Teatr Polskiego Radia (2019)
- Amanita Muskaria Cicha noc Teatr im. Wojciecha Bogusławskiego w Kaliszu (2019)
- Robert Brutter Kantata na cztery skrzydła Polski Teatr w Wilnie (2022)
- Stanisław Ignacy Witkiewicz W małym dworku Polski Teatr w Wilnie (2025)

## Ordery i odznaczenia
- Złoty Krzyż Zasługi, 1997
- Srebrny Medal „Zasłużony Kulturze Gloria Artis”, 2024

## Życie prywatne
Od 1983 żonaty z Dorotą Buchwald, teatrologiem. Mają dwoje dzieci: córkę Marię, psychoterapeutkę i syna Macieja, reżysera filmowego, aktora, scenarzystę, improwizatora, performera i stand-upera.